# Geißfuß (Werkzeug)

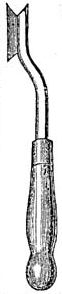
Geißfuß

Der Geißfuß ist ein messerartiges Gerät mit einer V-förmigen Schneide. 

## Kunst
Der Geißfuß wird sowohl für den Linol- als auch für den Holzschnitt verwendet. Geißfüße, die speziell für den kraftaufwendigeren Holzschnitt verwendet werden, sind häufig aus härterem Stahl hergestellt und haben einen längeren Griff, um ein beidhändiges Arbeiten oder den Einsatz eines Klüpfels (Holzhammer) zu ermöglichen.

## Dentalwerkzeug

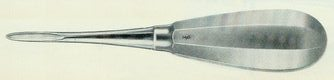
Beinscher Hebel

Als Geißfuß wird auch ein historisches Instrument in der Zahnmedizin bezeichnet, das Mitte des 18. Jahrhunderts entwickelt wurde und zur Zahnextraktion verwendet wurde (Bekannte Entwickler von Geißfüßen waren beispielsweise Walther Hermann Ryff, Louis L’Écluse, Johann Friedrich Görtz, Savigny, Friedrich Hirsch/Hirschfeld und Jakob Calmann Linderer). Es ist zwar auch heute noch erhältlich, wird aber nur selten angewandt, weil die entstehenden Hebelkräfte die Gefahr einer Kieferfraktur bei einer Zahnentfernung beträchtlich erhöhen. Es ähnelt einem Beinschen Hebel, bei dem das vordere Ende um 90° abgewinkelt ist.

## Weitere Bedeutung
Darüber hinaus wird "Geißfuß" auch als Synonym für den Kuhfuß verwendet, ein Werkzeug zum Herausziehen von Nägeln oder zum Aufbrechen von Türen und Behältnissen.